# مفاجأة مذهلة (فلم 2019)
مفاجأة مذهلة (بالإنجليزية: Bombshell)؛ هو فيلم أمريكي صدر عام 2019 من كتابة تشارلز راندولف وإخراج جاي روتش.

## وصلات خارجية
- مقالات تستعمل روابط فنية بلا صلة مع ويكي بيانات

لا توجد روابط لمواقع التواصل الاجتماعي.